# Borure de silicium
Un borure de silicium, parfois appelé siliciure de bore, est un composé chimique de formule SiBn, où n = 3, 4, 6, mais peut aussi prendre des valeurs bien plus élevées, telles que 14, 15, 40, etc. Il s'agit de céramiques légères constituées de silicium et de bore dont les premières, le triborure de silicium SiB3 et l'hexaborure de silicium SiB6, ont été publiées en 1900 par deux chimistes européens, le Français Henri Moissan et l'Allemand Alfred Stock. D'autres borures de silicium ont été caractérisés depuis, comme le tétraborure SiB4 en 1960,,, dont la structure cristalline est isomorphe de celle du carbure de bore B4C. Le tétraborure de silicium a été utilisé comme revêtement noir des tuiles de boucliers thermiques de certaines navettes spatiales.
Tous ces composés sont des solides noirs cristallisés de masse volumique voisine : 2,52 g·cm-3 et 2,47 g·cm-3 pour le tri/tétraborure et l'hexaborure de silicium respectivement. Leur dureté sur l'échelle de Mohs se situe entre celles du rubis (9) et du diamant (10).